# Angststoornis door alcohol of drugs
Een angststoornis door alcohol of drugs is een psychische aandoening. De symptomen zijn angsten en paniekaanvallen die zijn terug te voeren op ontwenningsverschijnselen of intoxicatie. Deze kunnen optreden na het gebruik of misbruik van geneesmiddelen of drugs, inclusief alcohol. In het DSM-IV zijn stoornissen van dit type gerangschikt onder de angststoornissen.
De diagnose kan alleen worden gesteld in plaats van intoxicatie- of ontwenningsverschijnselen als de angstsymptomen veel sterker zijn dan normaal bij intoxicatie- of ontwenningsgevallen en als de angst speciale onafhankelijke klinische aandacht vereist. 
Het DSM-IV geeft de volgende criteria voor angststoornissen door een somatische aandoening:
- A. Zware angst, paniekaanvallen, obsessies of compulsies zijn overheersend in het klinische beeld.
- B. Uit het ziektebeeld, fysiologisch onderzoek of laboratoriumonderzoek blijkt minstens een van de volgende gevallen:

1. De symptomen uit criterium A ontwikkelen zich tijdens of binnen een maand na de intoxicatie- of ontwenningssymptomen.
2. Het substantiegebruik is etiologisch gekoppeld aan de stoornis.

- C. De stoornis is niet uitsluitend onderdeel van een andere angststoornis die niet in relatie staat tot substantiegebruik. Indicaties hiervan zijn bijvoorbeeld: de symptomen gaan vooraf aan het substantiegebruik (bijvoorbeeld medicijnen), de symptomen blijven langere tijd (bijvoorbeeld een maand) aanhouden na de overdosis- of ontwenningsverschijnselen of zijn duidelijk ingrijpender dan verwacht mag worden op basis van de hoeveelheid gebruikte substantie of de duur van het gebruik of er zijn indicaties van een andere niet-substantiegerelateerde angststoornis (bijvoorbeeld een historie van herhaalde niet-substantiegerelateerde episoden).
- D. De stoornis treedt niet uitsluitend op tijdens een delier.
- E. De stoornis veroorzaakt klinisch ernstig lijden of problemen in de sociale omgang, op het werk of op andere belangrijke terreinen.